# Heather Moody
Heather Moody (* 21. August 1973 in Rexburg, Idaho) ist eine ehemalige Wasserballspielerin aus den Vereinigten Staaten. Sie gewann bei Olympischen Spielen je eine Silber- und Bronzemedaille. Je einmal siegte sie bei Weltmeisterschaften und bei Panamerikanischen Spielen.

## Sportliche Karriere
Heather Moody spielte von 1996 bis 2004 in der Nationalmannschaft.
Bei der Weltmeisterschaft 1998 in Perth unterlag das US-Team im Viertelfinale den Niederländerinnen mit 5:9. In den Platzierungsspielen verloren die Amerikanerinnen zweimal und belegten in der Gesamtwertung den achten Rang. 1999 fand erstmals bei Panamerikanischen Spielen ein Wasserballturnier für Frauen statt. Nach der Vorrunde lag das US-Team auf dem dritten Platz, besiegte aber im Halbfinale die Brasilianerinnen. Im Finale gewann die Mannschaft aus Kanada mit 8:6. Bei den Olympischen Spielen 2000 in Sydney stand auch erstmals ein Wasserballturnier für Frauen auf dem Programm. Die 1,82 m große Centerangreiferin Moody wurde in allen sieben Spielen der Mannschaft eingesetzt und erzielte vier Tore. Im Halbfinale besiegte das US-Team die Niederländerinnen mit 6:5, im Finale unterlagen die Amerikanerinnen den Australierinnen mit 3:4.
2001 bei der Weltmeisterschaft in Fukuoka gewann das US-Team seine Vorrundengruppe und besiegte im Viertelfinale die Griechinnen. Nach einer 6:8-Halbfinalniederlage gegen die Italienerinnen verlor das US-Team im Spiel um den dritten Platz gegen die kanadische Auswahl. 2002 siegte Moody mit der Mannschaft des New York Athletic Club bei der US-Meisterschaft.
Im Juli 2003 fand die Weltmeisterschaft 2003 in Barcelona statt. Das US-Team gewann den Titel durch ein 8:6 über die Italienerinnen. Direkt im Anschluss wurden in Santo Domingo die Panamerikanischen Spiele ausgetragen. Im Finale besiegte das US-Team die Kanadierinnen mit 7:3. Bei den Olympischen Spielen 2004 in Athen unterlagen die Amerikanerinnen im Halbfinale den Italienerinnen, im Spiel um die Bronzemedaille bezwangen sie die Australierinnen mit 6:5. Heather Moody warf ihr einziges Tor des Turniers im Vorrundenspiel gegen die Kanadierinnen.
Bei der Weltmeisterschaft 2005 in Montreal gewann das US-Team unter der Trainerin Heather Moody die Silbermedaille. Bei den Olympischen Spielen 2008 war sie Assistenztrainerin.